# Antonio Labriola
Antonio Labriola (ur. 2 lipca 1843 w Cassino, zm. 2 lutego 1904 w Rzymie) – włoski filozof-marksista, działacz włoskiego ruchu robotniczego.

## Życiorys
Labriola kształcił się w Neapolu w środowisku heglistów, którym przewodził Bertrando Spaventa; ślady wpływu heglizmu nosi pierwsza jego rozprawa filozoficzna Contro il "ritorno a Kant" propugnato da Eduardo Zeller (Przeciw "powrotowi do Kanta" głoszonemu przez Edwarda Zellera, 1862), w której Labriola kwalifikował dialektykę G.W.F. Hegla jako najwyższe dotąd osiągnięcie myśli filozoficznej. Obok Hegla autorytetem dla młodego Labrioli był Baruch de Spinoza, który "ujmuje człowieka jedynie jako moc naturalną" i problem wolności rozstrzyga nie wychodząc "poza rozważanie rzeczy z punktu widzenia przyczynowości"; świadectwem jest studium Pochodzenie i natura afektów w "Etyce" Spinozy (Origine e natura delle passioni secondo l'Etica di Spinoza, 1866). Tę podwójną inspirację heglowsko-spinozjańską dostrzec można w kolejnej rozprawie Doktryna Sokratesa według Ksenofonta, Platona i Arystotelesa (La dottrina di Socrate secondo Senofonte, Platone e Aristotile, 1870), gdzie Labriola po heglowsku widział w Sokratesie przykład tragicznego losu wielkiego człowieka, a zarazem dostrzegał w jego życiu realizację spinozjańskiego ideału życia wolnego, to znaczy podporządkowanego powinnościom określonym przez samowiedzę.
Rozprawa o Sokratesie kończy w biografii Labrioli okres zwany "heglowskim"; po 1870 roku zaczyna się tzw. faza "herbartowska". Johann Friedrich Herbart choć wyparł wpływ Hegla, to jednak nie Spinozy: Studia z lat 70. O wolności moralnej (Della liberta morale, 1873), Moralność i religia (Morale e religione, 1873) oraz O nauczaniu historii (Dell'insegnamento della storia, 1876) świadczą, że z opracowanej przez Herbarta metody introspekcji psychologicznej Labriola korzystał po to, by w zmodyfikowany sposób ponownie podjąć spinozjański problem wolności. Nie negując bowiem tezy o determinacji aktów woli ("punktu widzenie przyczynowości"), Labriola znajdował źródło wolności w przysługującej człowiekowi zdolności sądzenia zarówno determinant, jak i samej woli; traktując tę zdolność jako wyróżnik ludzkiej natury, budował na tej podstawie szeroki program pedagogiki społecznej.
Po 1876 roku Labriola, dotąd sympatyzujący z politycznym programem umiarkowanych liberałów (z kręgu Spaventy), zbliżył się do stronnictwa radykalnych demokratów i współpracował z nim coraz ściślej. Zarazem prowadził ożywioną działalność pedagogiczną, wykładając na Uniwersytecie Rzymskim (od 1873) filozofię i teorię prawa, kierując przez parę lat (od 1877) placówką metodyczną dokształcającą nauczycieli pod nazwą Muzeum Oświaty i Wychowania, opracowując dla władz szkolnych ekspertyzy dotyczące systemów szkolnych różnych krajów itd. W pracy naukowej Labriola interesował się wówczas psychologią społeczną uprawianą przez herbartystów (Heymann Steinthal, Moritz Lazarus) oraz antropologią kulturową (Adolf Bastian, Lewis Henry Morgan). Pod wpływem tych inspiracji Labriola w studiach teoretycznych: O pojęciu wolności (Del concetto della liberta, 1878) oraz Zagadnienia filozofii historii (I problemi della filosofia della storia, 1887) porzucił punkt widzenia psychologii indywidualnej i przekonany, że "najważniejszymi aspektami życia ludzkiego są fakty wynikające ze współżycia ludzkiego", podjął, zwłaszcza w drugim z wymienionych szkiców, wnikliwą refleksję dotyczącą procesu rozwojowego, praw historycznych, postępu itd., przezwyciężając przy tym zarówno arbitralne konstrukcje historyczne Hegla, jak i uproszczony ewolucjonizm pozytywistów (Henry Thomas Buckle).
Lata 1887–1892 były okresem najżywszego uczestnictwa Labrioli w życiu politycznym. Przeszedł wtedy do obozu socjalistów. O zmianie postawy świadczy zwłaszcza artykuł Proletariat i radykałowie (1890). Nie przerywając pracy dydaktycznej na uniwersytecie, Labriola brał udział w antyrządowych kampaniach prasowych, bronił bezrobotnych robotników w czasie "kryzysu budowlanego", organizował pierwsze we Włoszech manifestacje 1-majowe. Nawiązał kontakt z przywódcami socjaldemokracji europejskiej, żywo korespondował z Fryderykiem Engelsem.
Po 1892 roku Labriola poświęcił się ponownie pracy teoretycznej; główne swoje zadanie widział w rozwijaniu i propagowaniu we Włoszech filozofii marksistowskiej. Przygotowaniem do tej pracy były wykłady uniwersyteckie, w których Labriola wyjaśniał genezę socjalizmu naukowego i analizował teorię marksizmu. Efektem tych przemyśleń były trzy studia, dzięki którym Labriola zajął trwałe miejsce w dziejach marksistowskiej myśli filozoficznej: Ku upamiętnieniu Manifestu Komunistycznego (In memoria del Manifesto dei comunisti, 1895), O materializmie historycznym (Del materialismo storico, 1896) oraz Z rozmów o socjalizmie i filozofii (Discorrendo di socialismo e filosofia, 1897).
W studiach tych Labriola przedstawiał materializm historyczny jako "filozofię niezależną i oryginalną" (wedle słów Antonio Gramsciego), w pełni uprawnioną do tego, by być teoretyczną podstawą strategii praktycznych działań na rzecz socjalizmu. Wyprowadzając wnioski z gruntownej i wnikliwej analizy myśli Marksa i Engelsa Labriola rozwijał wizję dziejów, zgodnie z którą działanie obiektywnych praw, korzeniami sięgających ekonomiki, spaja wewnętrznie wszystkie formy ludzkiej aktywności i nadaje ruchowi historii wspólny, w ostatecznym wyniku postępowy kierunek, wiodący ku coraz wyższym stadiom rozwoju społecznego. Konsekwentnie broniąc zasady determinizmu i w znakomitych, błyskotliwych analizach dowodząc historycznego charakteru zjawisk kulturowych ("idee nie spadają z nieba"), Labriola zarazem energicznie walczył z uproszczoną, "ekonomiczną" wykładnią związków kultury z życiem społecznym i podkreślał doniosłą rolę świadomości w dziejach ludzkich.
Po 1897 roku Labriola prowadził wielostronną polemikę z rzecznikami rewizjonizmu: Georges Sorelem, Eduardem Bernsteinem, Tomášem Masarykiem i innymi, występując z ostrą krytyką głoszonej przez nich tezy o "kryzysie marksizmu". W ostatnich latach życia Labriola podjął ambitną próbę opracowania diagnozy "współczesnej oceny świata cywilizowanego". Choroba wytrąciła mu pióro z ręki, zanim to studium ukończył; przygotowane przezeń fragmenty i materiały zestawił i opublikował pośmiertnie Luigi Dal Pane w tomie pt. Na przełomie dwóch wieków (Da un secolo all'altro, 1925).
Dyskusja nad kwestią odzyskania niepodległości przez Polskę w połowie lat dziewięćdziesiątych XIX wieku weszła na forum międzynarodowego ruchu socjalistycznego. W tych polemikach wziął udział również A. Labriola. Tematyką polską zainteresował się nie przypadkowo, ponieważ należał do tej grupy ówczesnych działaczy międzynarodowego ruchu socjalistycznego, którzy nie wahali się manifestować przekonania o konieczności walki o niepodległą Polskę. A ponadto uznawał, że zaangażowanie się w kwestii polskiej było próbą wyrażenia wdzięczności za udział Polaków w procesie jednoczenia Włoch. To właśnie jeden z nich, Teodor Tripplin, nauczył go w 1867 r. języka polskiego .

## Prace w języku polskim
- Szkice o materialistycznym pojmowaniu dziejów (1961);
- Pisma filozoficzne i polityczne (2 tomy; 1962–1963);
- Korespondencja (1966).